# Rigmor Olsen
Rigmor Olsen (ur. 12 stycznia 1907 we Frederiksbergu, zm. 9 stycznia 1994 w Roskilde) – duńska pływaczka z pierwszej połowy XX wieku, uczestniczka igrzysk olimpijskich w Amsterdamie.
Podczas VIII Letnich Igrzysk Olimpijskich w Amsterdamie w 1928 dwudziestojednoletnia Olsen była członkinią sztafety 4 × 100 m. stylem dowolnym. Razem z drużyną zajęła 4. miejsce w wyścigu eliminacyjnym.
Jej młodsza siostra Agnete Olsen także była pływaczką i olimpijką.